# 카를 라이스터

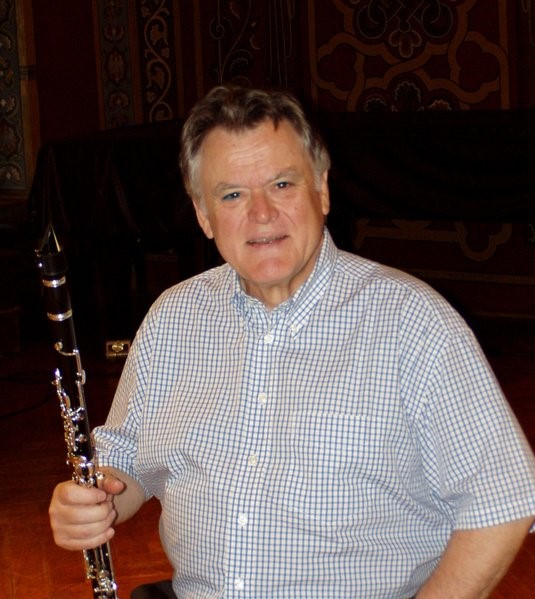

카를 라이스터 (Karl Leister, 1937년 6월 15일 ~ )는 독일 빌헬름스하펜 출신 클라리넷 연주자이다. 아주 어린 나이에 클라리넷 연주자인 아버지로부터 클라리넷 연주를 배웠고 나중에 베를린의 Hochschule für Musik에서 공부했다. 바츨라프 노이만과 Walter Felsenstein의 지휘 아래 Komische Oper Berlin에 클라리넷 솔리스트로 받아들여졌다.
1959년에 Leister는 헤르베르트 폰 카라얀 지휘 베를린 필하모닉 오케스트라에 합류했다. 이 탁월하게 생산적인 음악적 연합은 30년 동안 지속되었다.